# Pseudalosterna misella
Pseudalosterna misella là một loài bọ cánh cứng trong họ Cerambycidae.